# Théâtre du Châtelet
Il théâtre du Châtelet è uno dei due teatri siti in place du Châtelet, a Parigi. Esso si trova lungo la rive droite della Senna nel I arrondissement e venne inaugurato nel 1862. Oggi vi si rappresentano, essenzialmente, opere liriche e concerti di musica classica e sinfonica. In esso avviene, tutti gli anni, la cerimonia di premiazione dei César del cinema.

## Storia

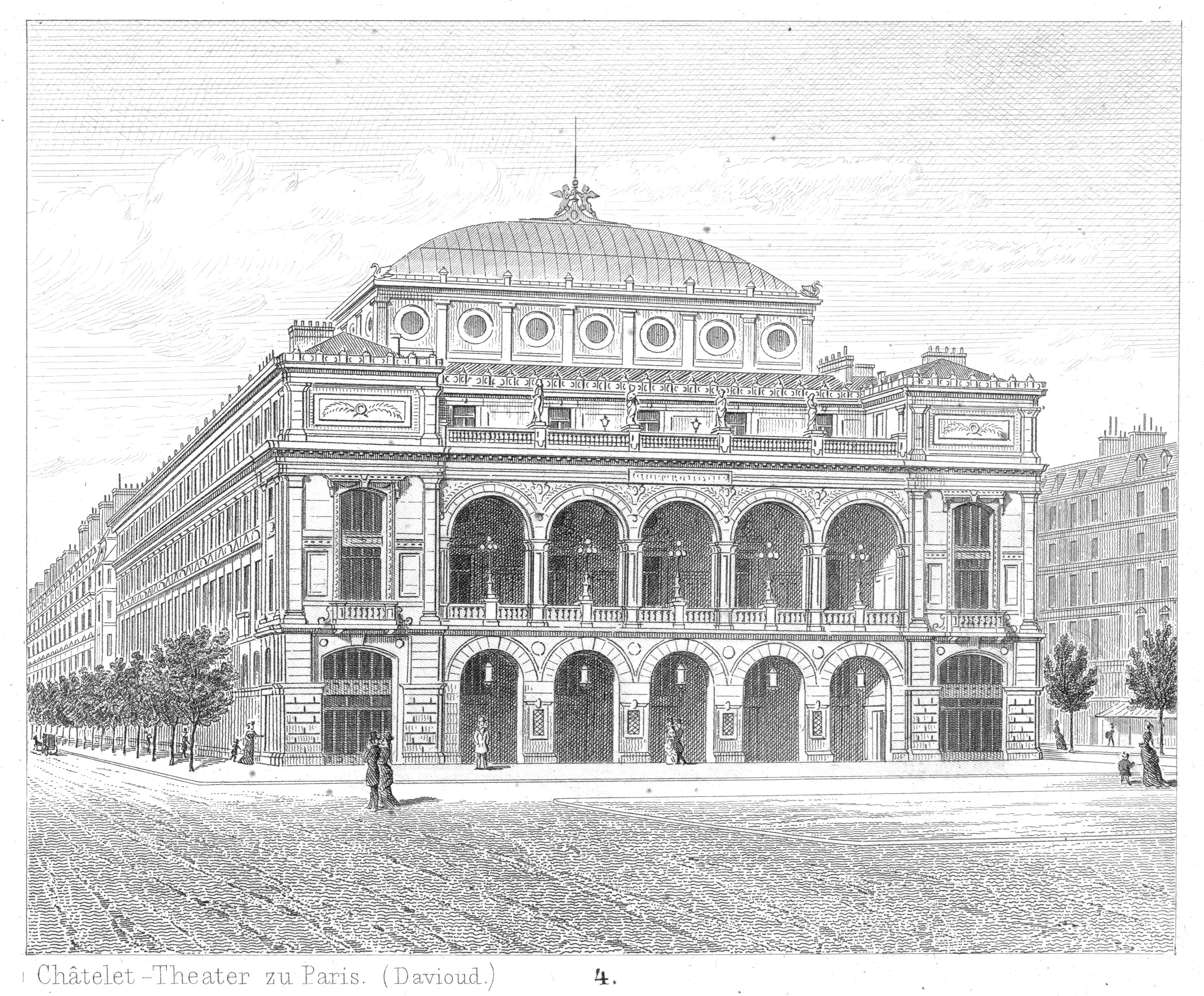
Il teatro (circa 1875)

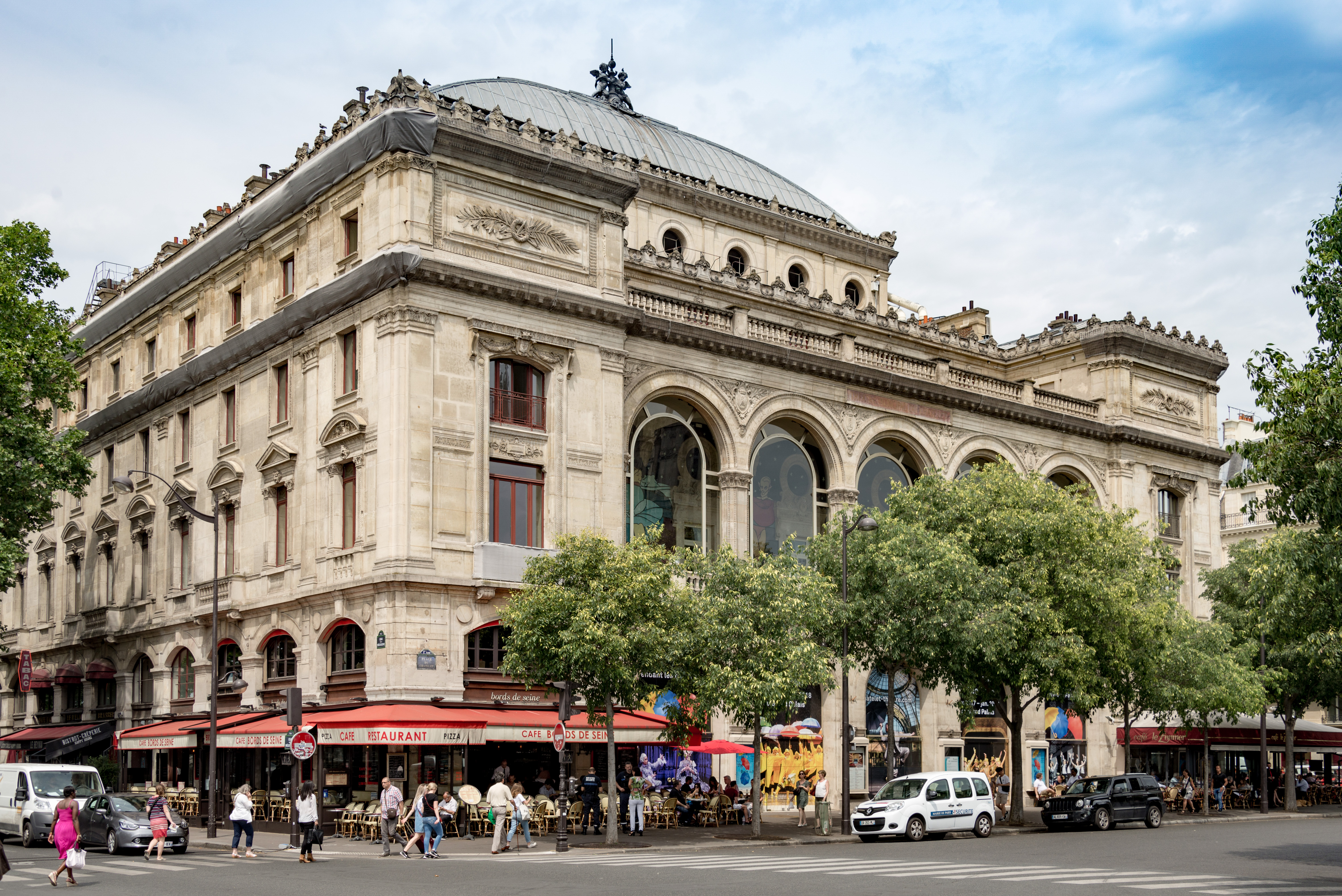
La facciata

Il Théâtre impérial du Châtelet, così si chiamava al tempo della costruzione, venne realizzato tra il 1860 ed il 1862 su progetto di Gabriel Davioud dietro incarico del Barone Haussmann, nello stesso periodo in cui veniva costruito il dirimpettaio Théâtre de la Ville posto sull'altro lato della place du Châtelet. Esso aveva una capienza di 2.500 spettatori e veniva utilizzato per rappresentazioni di prosa. Venne inaugurato 19 aprile 1862, alla presenza dell'imperatrice, con Rothomago di Adolphe d'Ennery, Clairville e Monnier. Sulla facciata figurano nove pergamene scolpite su cui sono riportate le parole seguenti: danza, opera, fiaba, musica, dramma, tragedia, commedia, vaudeville e pantomima.
All'inizio del XX secolo la programmazione viene estesa all'operetta, al balletto, ai concerti di musica classica e popolare ed anche, per un breve periodo, alle proiezioni cinematografiche.
La danza ebbe, nel XX secolo, una importanza notevole nei cartelloni del teatro. Lo Châtelet accolse diverse compagnie internazionali come i Balletti russi di Sergej Djagilev e il balletto dell'attuale Teatro Mariinskij. Esso vide la prima esecuzione di Petruška di Igor' Stravinskij il 13 giugno 1911 e quella di Parade di Satie e Cocteau il 18 maggio 1917.
Sul podio si alternarono diversi grandi compositori e direttori d'orchestra come Čajkovskij, Mahler e Richard Strauss.
A partire dal 1929, il théâtre du Châtelet divenne il tempio dell'operetta sotto la direzione di Maurice Lehmann e vi fu il successo di Mississippi (Show Boat (musical)) e di Robert le pirate ("The New Moon") di Sigmund Romberg. 
Vennero creati numerosi successi come Nina Rosa (1931) con André Baugé, Rose de France di Romberg (1933), Fragonard di Gabriel Pierné con Baugé (1934), Al cavallino bianco (1948, 1953, 1960 e 1968), Valses de Vienne (1943, 1957, 1964 et 1974), Pour Don Carlos di Francis Lopez (1950) con Georges Guétary, Le Chanteur de Mexico di Lopez (1951), rappresentata circa mille volte con Luis Mariano e Rudy Hirigoyen, La Toison d'Or (1954) con André Dassary, Méditerranée di Lopez (1956) con Tino Rossi, Rose de Noël (1957) con André Dassary, Le Secret de Marco Polo (1958) con Luis Mariano, La Polka des lampions (1961) e Monsieur Carnaval di Charles Aznavour (1965) con Georges Guétary e Jean Richard. Maurice Lehmann fece appello a dei compositori come Siegmund Romberg, Henri Christiné, Maurice Yvain, Pierre Petit, Francis Lopez, Henri Betti, Jean-Jacques Damase, Gérard Calvi e Charles Aznavour. Il suo successore, Marcel Lamy, già direttore dell'Opéra-Comique, produsse le ultime due operette di Luis Mariano, Le Prince de Madrid (1967) e La Caravelle d'or (1969). Dopo alcuni anni difficili, il teatro rinnovò i vecchi fasti con oltre seicento rappresentazioni di Gipsy, diretta da André Martial (1972) e quindi Volga (1976) di Francis Lopez con José Todaro.

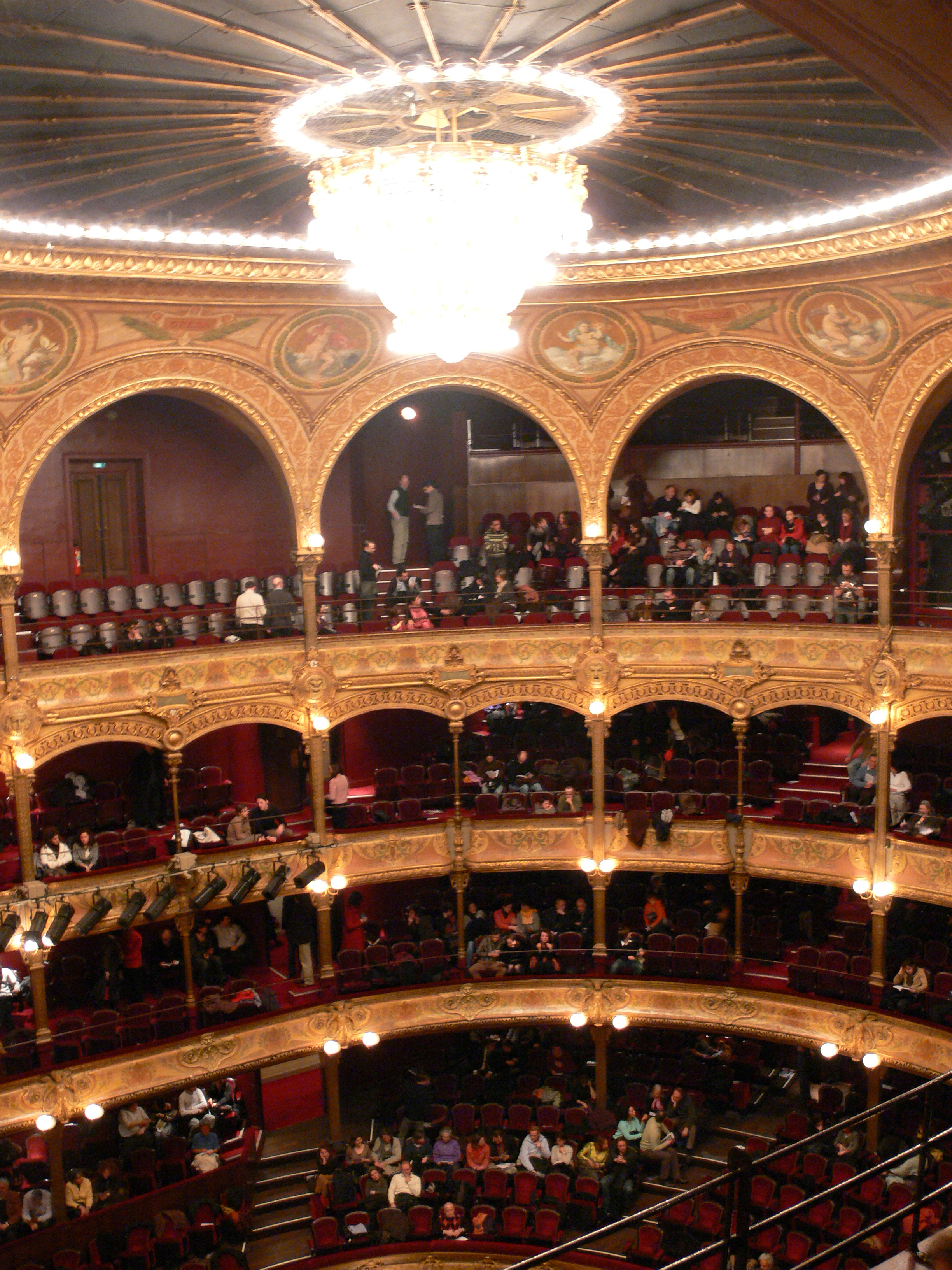
L'interno del Théâtre du Châtelet.

Nel 1979 la direzione venne assunta dal comune di Parigi e dopo un profondo rinnovamento, il teatro riaprì nel 1980 con il nome di Théâtre musical de Paris. L'operetta non venne dimenticata e vennero prodotte La vie parisienne, La vedova allegra, Il pipistrello e La Fille de Madame Angot. Anche delle stagioni di opera si susseguirono specialmente con cicli verdiani, di opere russe e di Wagner con dei cast di livello internazionale. L'acustica venne rivista nel 1989 ed il sipario venne dipinto da Gérard Garouste, mentre il teatro riassunse il vecchio nome di Théâtre du Châtelet.
Stéphane Lissner, direttore dal 1995 al 1999, migliorò nuovamente l'acustica e la visibilità.
Il teatro è sede dell'Orchestre de Paris e dell'Orchestre Philharmonique de Radio France; le due formazioni, dal settembre 2006 si sono trasferite alla Salle Pleyel. La Philharmonia Orchestra di Londra ha svolto stagioni regolari a partire dal 1993.
Da molti anni, il Teatre du Châtelet ospita la cerimonia di premiazione del Premio César per il cinema.